# Pristidactylus scapulatus
Pristidactylus scapulatus är en ödleart som beskrevs av Hermann Burmeister 1861. Pristidactylus scapulatus ingår i släktet Pristidactylus och familjen Polychrotidae. Inga underarter finns listade i Catalogue of Life.